# Pico Lassen
El pico Lassen, también conocido como monte Lassen (en inglés conocido como Lassen Peak o Mount Lassen), es el volcán activo más meridional en la cordillera de las Cascadas. Localizado en la región de las Cascadas de Shasta, en el norte de California, Estados Unidos, el Lassen alcanza los 3150 m —unos 600 metros por encima del terreno circundante— y tiene un volumen de 2 km³, lo que lo convierte en uno de los mayores domos de lava en toda la Tierra. Surgió a partir del destruido flanco nordeste del antiguo Monte Tehama, un estratovolcán 300 metros más alto que el Lassen Peak. Forma parte del Arco Volcánico de las Cascadas, que se extiende desde el suroeste de la Columbia Británica hasta el Norte de California.
El 22 de mayo de 1915, una poderosa erupción explosiva en el pico Lassen devastó áreas próximas y esparció cenizas volcánicas hasta zonas situadas a 300 km al este. Esta explosión fue la más fuerte de una serie de erupciones que ocurrieron entre 1914 y 1917. El Lassen Peak y el Monte Santa Helena fueron los dos únicos volcanes de los Estados Unidos continentales en entrar en erupción en el siglo XX. El parque nacional Volcánico Lassen se creó en el condado de Shasta, California, para preservar las áreas devastadas para su observación, estudio y para preservar las características del entorno volcánico.